# Neodiapterna erichsoni
Neodiapterna erichsoni är en skalbaggsart som beskrevs av Edgar von Harold 1861. Neodiapterna erichsoni ingår i släktet Neodiapterna och familjen Aphodiidae. Inga underarter finns listade i Catalogue of Life.